# Cabañas (La Paz)
Pour les articles homonymes, voir Cabañas.
Cabañas est une municipalité du Honduras, située dans le département de La Paz. La municipalité comprend 5 villages et 47 hameaux. Cabañas est fondée en 1897.

## Source de la traduction
- (es) Cet article est partiellement ou en totalité issu de l’article de Wikipédia en espagnol intitulé « Cabañas, La Paz » (voir la liste des auteurs).